# Rosa triangeln

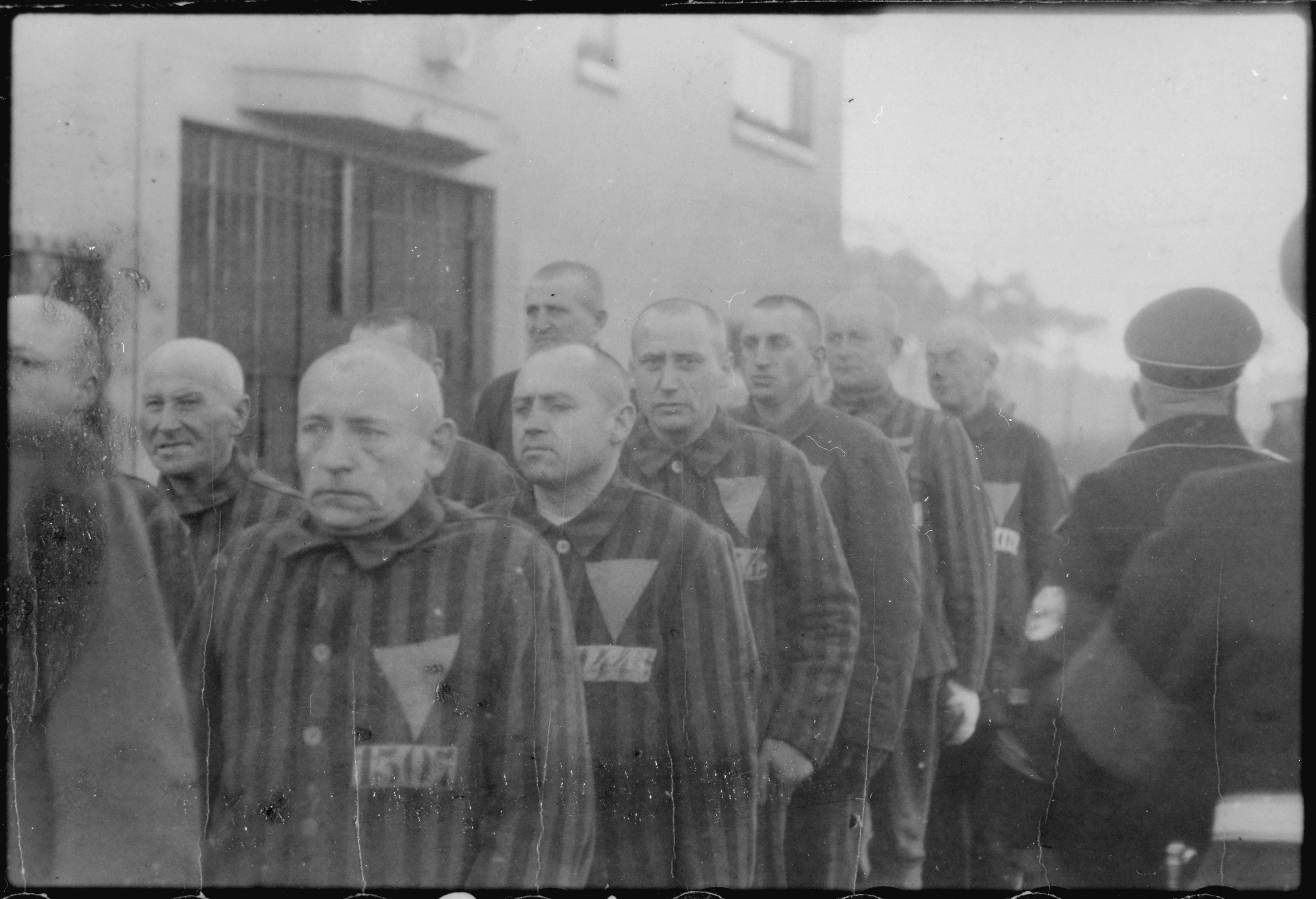
Lägerfångar med triangelmärken (troligen röda/politiska eller gröna/yrkesförbrytare). Sachsenhausen 1938.

Den rosa triangeln som HBTQ-symbol används ibland med spetsen uppåt som en markering för aktiv kamp.

Den nedåtpekande rosa triangeln (▼) var märket som bars av homosexuella män i nazistiska koncentrationsläger. Sedan 1970-talet är den ofta uppåtpekande rosa triangeln (▲) en av HBTQ-rörelsens symboler. 
I koncentrationslägren i Nazityskland var alla fångar indelade i kategorier. Kategorierna var: politiska, yrkesförbrytare, återvända emigranter, religiösa, asociala, romer, judar och homosexuella män. Fångarna i de olika kategorierna särskiljdes genom att de fick bära ett märke, en enfärgad triangel, med en specifik färg för varje fångkategori. Märket de homosexuella männen bar var den rosa triangeln.
Den rosa triangeln började användas som symbol av HBTQ-rörelsen på 1970-talet, dels för att hedra minnet av nazismens offer och dels som en kampsymbol för de homosexuellas rättigheter. Märket hade i koncentrationslägren basen uppåt och spetsen nedåt; inom HBTQ-rörelsen används märket ibland omvänt - med spetsen uppåt - för att markera aktiv kamp. Så används den bland annat av den amerikanska organisationen ACT UP.
På 1930- och 1940-talen började den rosa triangeln användas i Nazityskland som ett av nazisternas märken i koncentrationsläger för att markera fångar som identifierats av myndigheterna som homosexuella män. På 1970-talet återupplivades symbolen och tillägnades som en symbol mot homofobi, och har sedan dess också antagits av det större HBTQ-samhället som en populär symbol för HBTQ-rörelsen.

## Identifiering av nazistiska fångar
I de nazistiska koncentrationslägren var varje fånge tvungen att bära ett triangulärt eller taggigt märke på bröstet, där färgen på märket visar orsaken till deras fångenskap. I början identifierades homosexuella män på olika sätt, antingen med en grön triangel (kriminell) eller en röd triangel (politisk fånge) triangel, siffran 175 (en hänvisning till paragraf 175, den paragraf i den tyska strafflagen som kriminaliserade homosexuell aktivitet) eller bokstaven A (som stod för Arschficker).
Senare användes den rosa triangeln för att identifiera homosexuella fångar, vilket även inkluderade bisexuella män och transpersoner. (lesbiska och bisexuella kvinnor och transpersoner fängslades inte systematiskt; de som fängslades klassificerades som "antisociala" och bar en svart triangel). Den rosa triangeln användes också för andra sexuella avvikare, inklusive zoofiler och pedofiler liksom för sexualförbrytare. Om en fånge också identifierades som judisk, lades den rosa triangeln ovanpå en gul triangel som är vänd åt motsatt håll för att representera Davidsstjärnan, som i gult identifierade andra judar. Fångar som bar en rosa triangel behandlades hårdare av sina medfångar.

Efter befrielsen av koncentrationslägren mot slutet av andra världskriget, fängslades en del av fångarna på nytt för homosexualitet av den nya allierade-etablerade republiken, eftersom nazitidens lagar mot homosexualitet inte avskaffades förrän 1969. En öppet homosexuell man vid namn Heinz Dörmer skickades till exempel till ett nazistiskt koncentrationsläger och sedan till fängelse i Nya Republiken. Nazistiska ändringar av paragraf 175 i den tyska strafflagen ändrade homosexualitet från ett mindre förseelse till ett allvarligare brott, som förblev i kraft fram till 1968 i Östtyskland och fram till 1969 i Västtyskland. Västtyskland fortsatte att fängsla de som identifierats som homosexuella fram till 1994 enligt en lagändring i avsnittet som fortfarande gjorde sexuella relationer mellan män upp till 21 år – såväl som homosexuell prostitution – olagliga. Medan många, men inte alla, stämningar om ekonomisk kompensation har misslyckats, utfärdade den tyska regeringen 2002 en officiell ursäkt till homosexuella män som förföljdes under kriget.

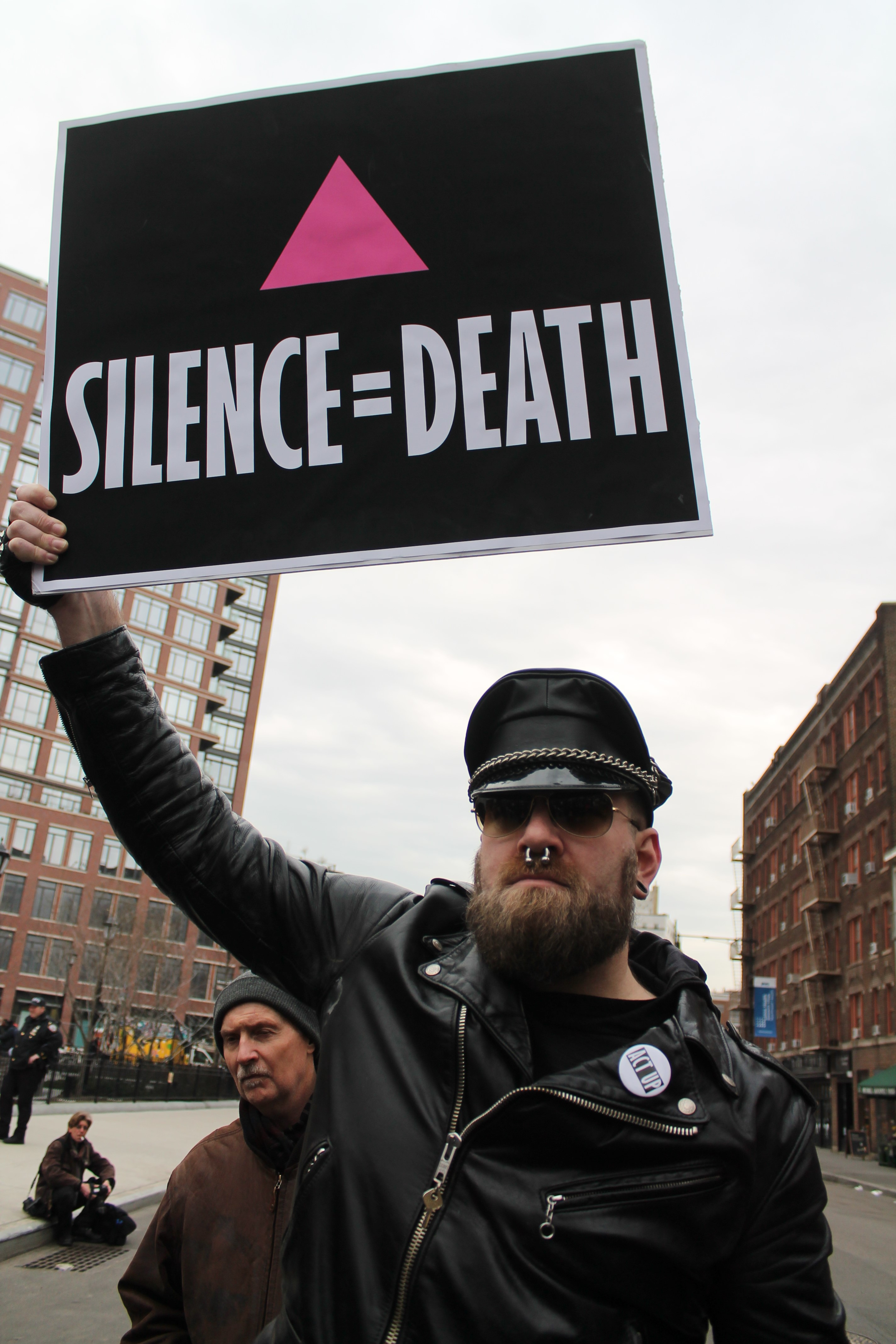
En medlem av ACT UP, visar organisationens logo med en omvänt, uppåtpekande rosa triangel.

Rudolf Brazda, en av de sist kända homosexuella överlevarna i ett koncentrationsläger, dog den 3 augusti 2011, 98 år gammal.

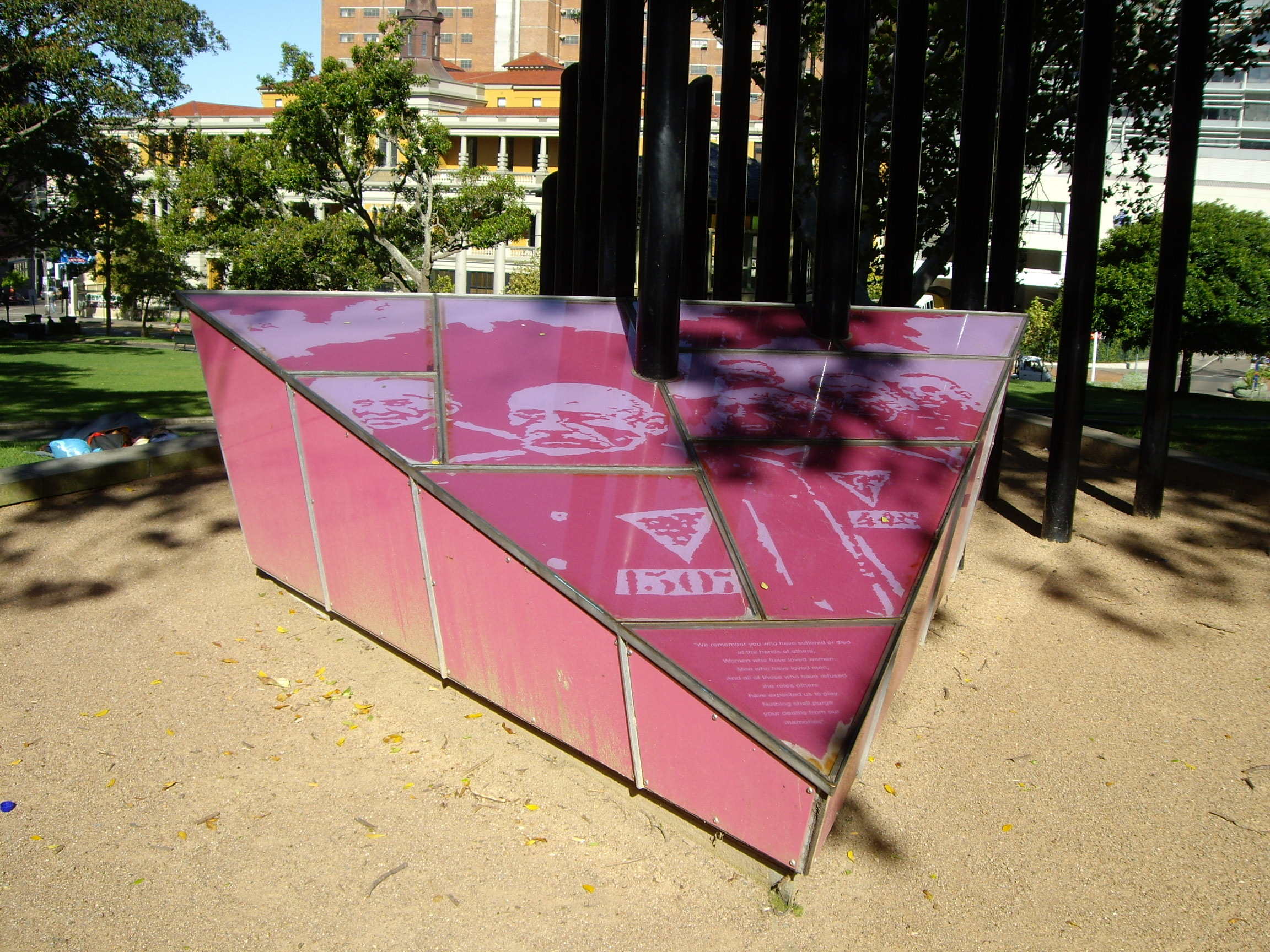
Sydney Gay and Lesbian Holocaust Memorial.

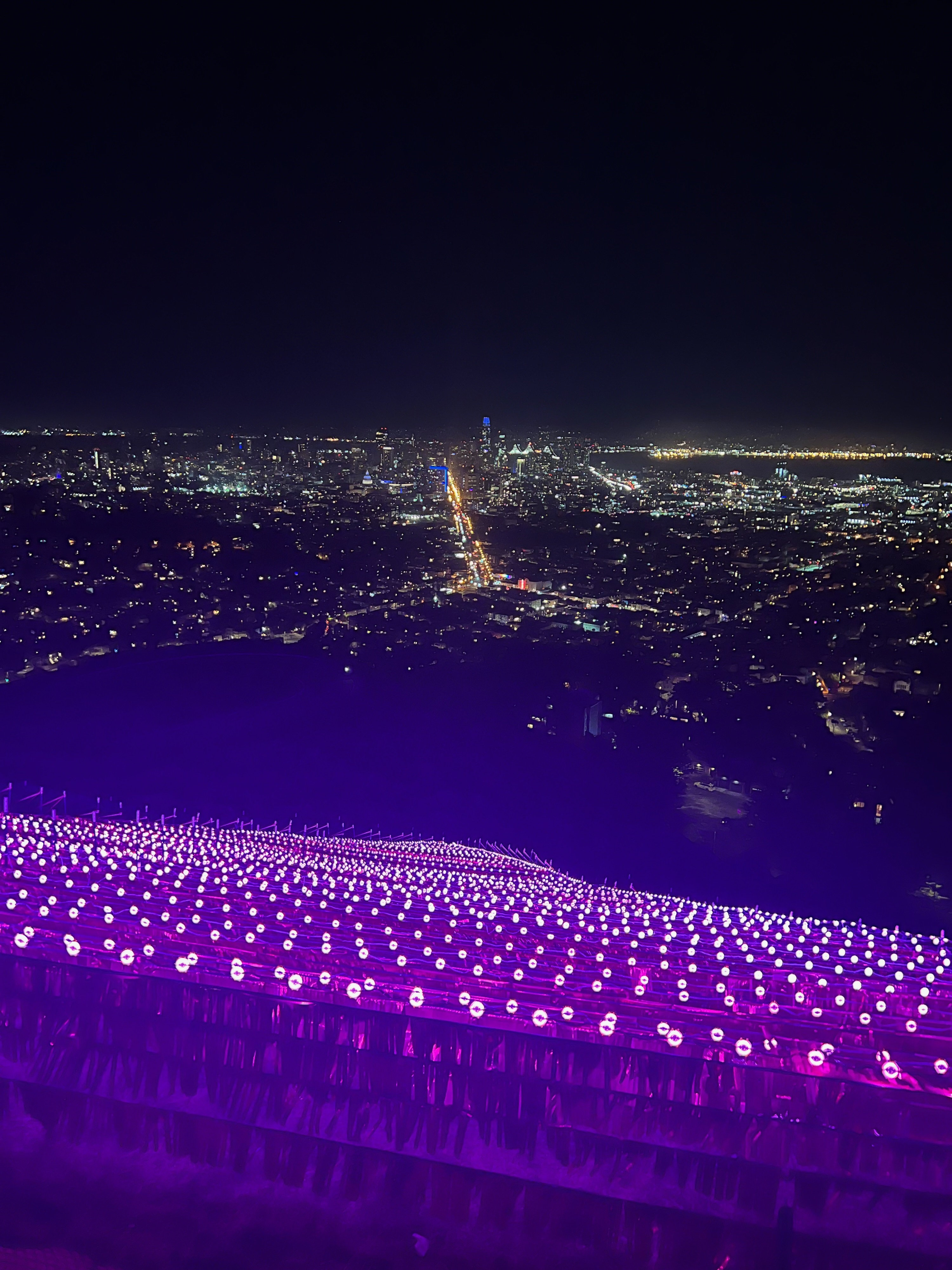
Rosa triangel-installationen på Twin Peaks, San Francisco.

## Symbol för homosexuella rättigheter
På 1970-talet började nya homosexuella rättighetsaktivister i Australien, Europa och Nordamerika använda den rosa triangeln för att uppmärksamma dess användning under Nazityskland. Heinz Hegers memoarer från 1972 Die Männer mit dem rosa Winkel, (svenska: Männen med den rosa triangeln), från 1972 förde symbolen längre fram till allmänhetens ögon. Som svar på memoarerna rekommenderade den tyska homogruppen Homosexuelle Aktion Westberlin 1973 att homosexuella män skulle bära den rosa triangeln som ett minnesmärke över offren och för att protestera mot fortsatt diskriminering. I filmen The Rocky Horror Picture Show från 1975 bar karaktären Dr. Frank N. Furter – en bisexuell transvestit – en rosa triangel på sina kläder. 1976 gjorde Peter Recht, Detlef Stoffel och Christiane Schmerl den tyska dokumentären Rosa Winkel? Das ist dock schon lange vorbei... (svenska: Rosa triangel? Det var så länge sedan...). Publikationer som San Franciscos Gay Sunshine och Torontos The Body Politic främjade också den rosa triangeln som ett minnesmärke för dem som hade blivit förföljda.
På 1980-talet användes den rosa triangeln alltmer inte bara som ett minnesmärke, utan också som en positiv symbol för sig själv och gemenskapsidentitet. Den representerade vanligtvis homosexuell identitet för både homosexuella och lesbiska, och införlivades i logotyper för organisationer och företag. Det användes också av individer, ibland diskret eller tvetydigt som en "insider"-kod, okänd för allmänheten. Logotypen i Washington för lesbiska och homosexuella rättigheter 1987 var en silhuett av USA:s Capitolium på en rosa triangel.
Den rosa triangeln, nu inverterad, användes tillsammans med texten "SILENCE = DEATH" på logotypen för gruppen AIDS Coalition To Unleash Power (ACT UP), som grundades av sex homosexuella aktivister i New York 1987 och ville uppmärksamma sjukdomens oproportionerliga förekomst hos homosexuella och bisexuella män, och den "folkmordsrelaterade" homofobin i att bromsa den medicinska forskningen.[26] Andra använder också triangeln med den riktningen som en specifik förändring från den nazistiska användningen av triangeln.
På 1990-talet användes en rosa triangel inuti en grön cirkel i stor utsträckning som en symbol för att identifiera "säkra utrymmen" för HBTQ-personer på arbetsplatser och skolor.
Den svenska organisationen RFSL hade den rosa triangel som logotyp och symbol fram till 1998 då man bytte till regnbågsflaggan.
Användningen av den rosa triangeln har dock inte undgått kritik; 1993 menade historikern Klaus Müller att: "koncentrationslägrens rosa triangel blev en internationell symbol för homosexuella män och kvinnors stolthet eftersom så få av oss hemsöks av konkreta minnen av dem som tvingades bära dem."

## Minnesmärken
Den rosa triangeln har ingått i flera monument och minnesmärken. 1980 valde en jury en rosa triangulär design för Amsterdams Homomonument, som firar homosexuella män som dödades under Förintelsen (och offer för homofobiskt våld i allmänhet). 1995, efter ett decennium av kampanj, installerades en rosa triangulär plakett på Dachau Memorial Museum för att fira homosexuella mäns och kvinnors lidande. 2015 införlivades en rosa triangel i Chicagos Legacy Walk. Symbolen är också basen för Gay and Lesbian Holocaust Memorial i Sydney. År 2001 inspirerade symbolen både San Franciscos Pink Triangle Park i Castro District och den fyra kvadratkilometer stora Pink Triangle på Twin Peaks som visas varje år under Pride-helgen.
Den rosa triangeln utgör också grunden för minnesmärken i Barcelona, Sitges och Montevideo, och är en del av HBTQ-monumentet Pink Dolphin Monument i Galveston, Texas, USA.
Fram till 1985 fanns det ett inofficiellt förbud mot att placera rosa triangulära kransar vid Cenotaph i London, och sådana kransar togs bort så snart de upptäcktes.